# پالونین
پالونین (به چکی: Palonín) یک منطقهٔ مسکونی در جمهوری چک است که در ناحیه شومپرک واقع شده‌است. پالونین ۵٫۳۷ کیلومتر مربع مساحت و ۳۳۷ نفر جمعیت دارد و ۲۷۲ متر بالاتر از سطح دریا واقع شده‌است.